# Aoshima, Ehime
Aoshima (青島 Aoshima), hay còn được biết tới là Đảo Mèo (猫の島 Neko no shima), là một hòn đảo trực thuộc tỉnh Ehime, Nhật Bản, nổi tiếng bởi số lượng đông đúc mèo ngụ cư trên hòn đảo. Các con mèo đã được ghi nhận lại bởi giới báo chí là vượt quá cả số người ngụ cư theo tỷ lệ 6:1 và 10:1, nhưng khi những cư dân cao tuổi của đảo qua đời, tỷ lệ này lại tăng vọt lên gần ngưỡng 36:1. Các con mèo được đưa lên đảo để chống chọi với nạn chuột hoành hành trên các tàu đánh cá, nhưng chúng lại ở lại hòn đảo và sản sinh thêm nhiều lứa hơn với số lượng lớn.
Các con mèo định cư tại Aoshima được cho ăn bởi đồ ăn quyên góp từ khắp nơi trên Nhật Bản. Chúng cũng ăn cả các loài sinh vật nhỏ con hơn của đảo và một số đồ ăn từ du khách ghé thăm.
Hòn đảo có chiều dài khoảng 1 dặm (1,6 km). Trước đây nó từng là một phần của Nagahama thuộc quận Kita, nhưng tính đến  năm 2005 thì nó một phần của Ōzu.
Cư dân sinh sống của đảo có chiều hướng giảm sút kể từ nghề đánh cá mòi suy thoái và việc làm chuyển hướng lên các thành phố. Vào thời điểm tháng 2 năm 2019, chỉ có sáu người ngụ cư sinh sống trên đảo Aoshima.
Thời báo New York Times báo cáo lại vào ngày 10 tháng 5 năm 2023 rằng, số dân ngụ cư của đảo đã giảm xuống còn năm người.

## Dân cư
Năm 1945, hòn đảo là một làng chài với dân số khoảng 900 người. Năm 2013, hòn đảo được ước tính là có 50 cư dân. Năm 2018, Ehime Shimbun báo cáo rằng dân số đã giảm xuống còn 13 người với độ tuổi trung bình là "trên 75". Năm 2019, The Asahi Shimbun Globe đưa tin rằng chỉ còn sáu cư dân trên đảo. Hòn đảo thu hút khách du lịch đến thăm mèo và cho chúng ăn.
Số lượng mèo trên đảo đã được báo cáo là trong khoảng 120 đến 130 con, giữa thời gian từ năm 2015 đến năm 2018.
Tháng 2 năm 2018, Ehime Shimbun đã đưa tin rằng tất cả mèo trên đảo sẽ bị thiến hoặc triệt sản, nhằm làm giảm số lượng mèo để đối phó với tình trạng dân số đang suy giảm. Đến tháng 10, 210 con mèo đã bị thiến và triệt sản, theo đó ước tính có khoảng 10 con mèo khác không bị bắt và bị một cư dân cũ phản đối chương trình này giấu đi.

## Các đường giao thông
Aoshima có thể tiếp cận được bằng phà, khởi hành từ phía trước nhà ga Iyo-Nagahama của JR ở cảng Nagahama, mất khoảng 30 phút di chuyển.

## Phòng trưng bày

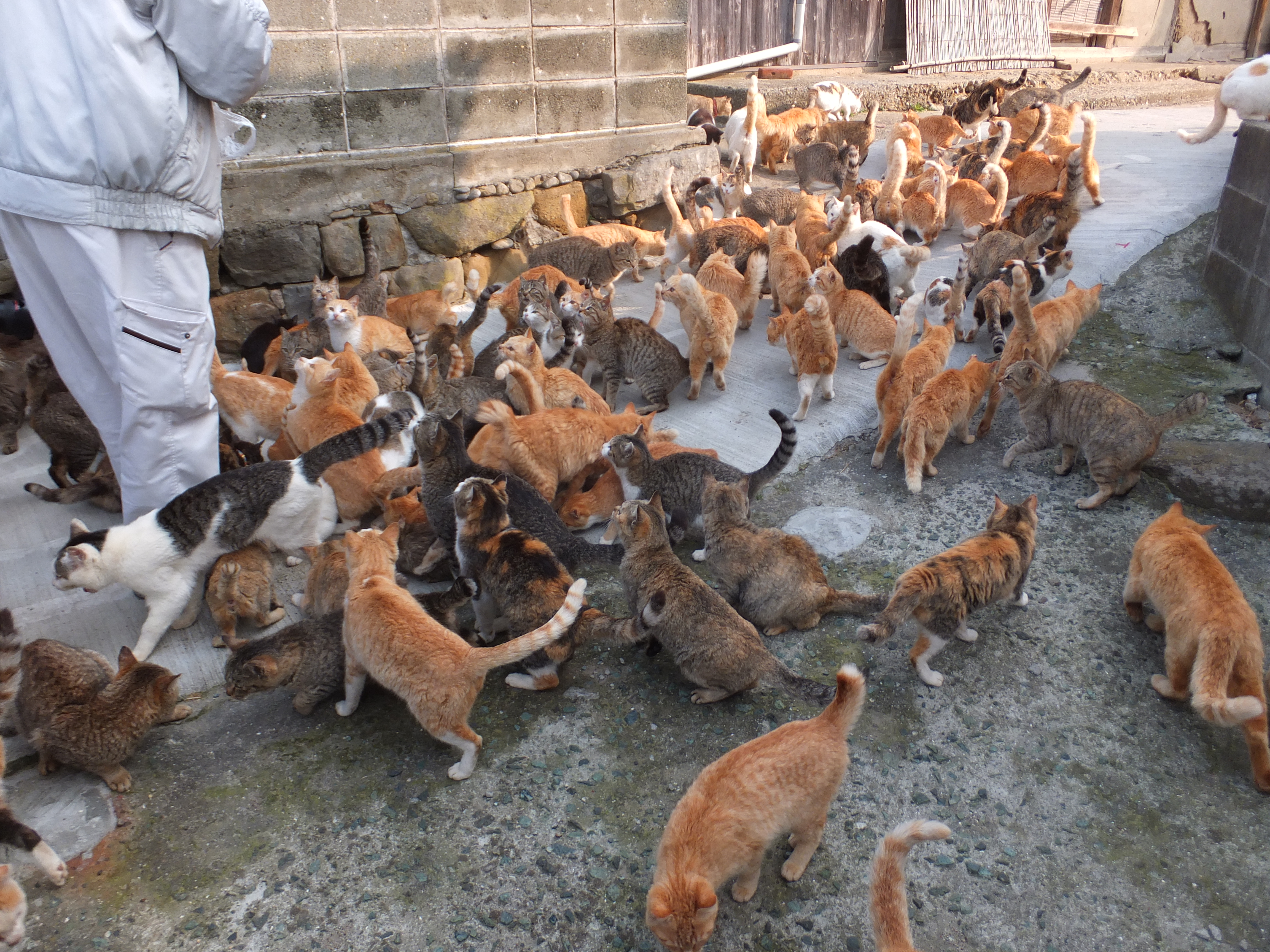
Mèo vớt thức ăn từ người dân trên đảo tại cảng.
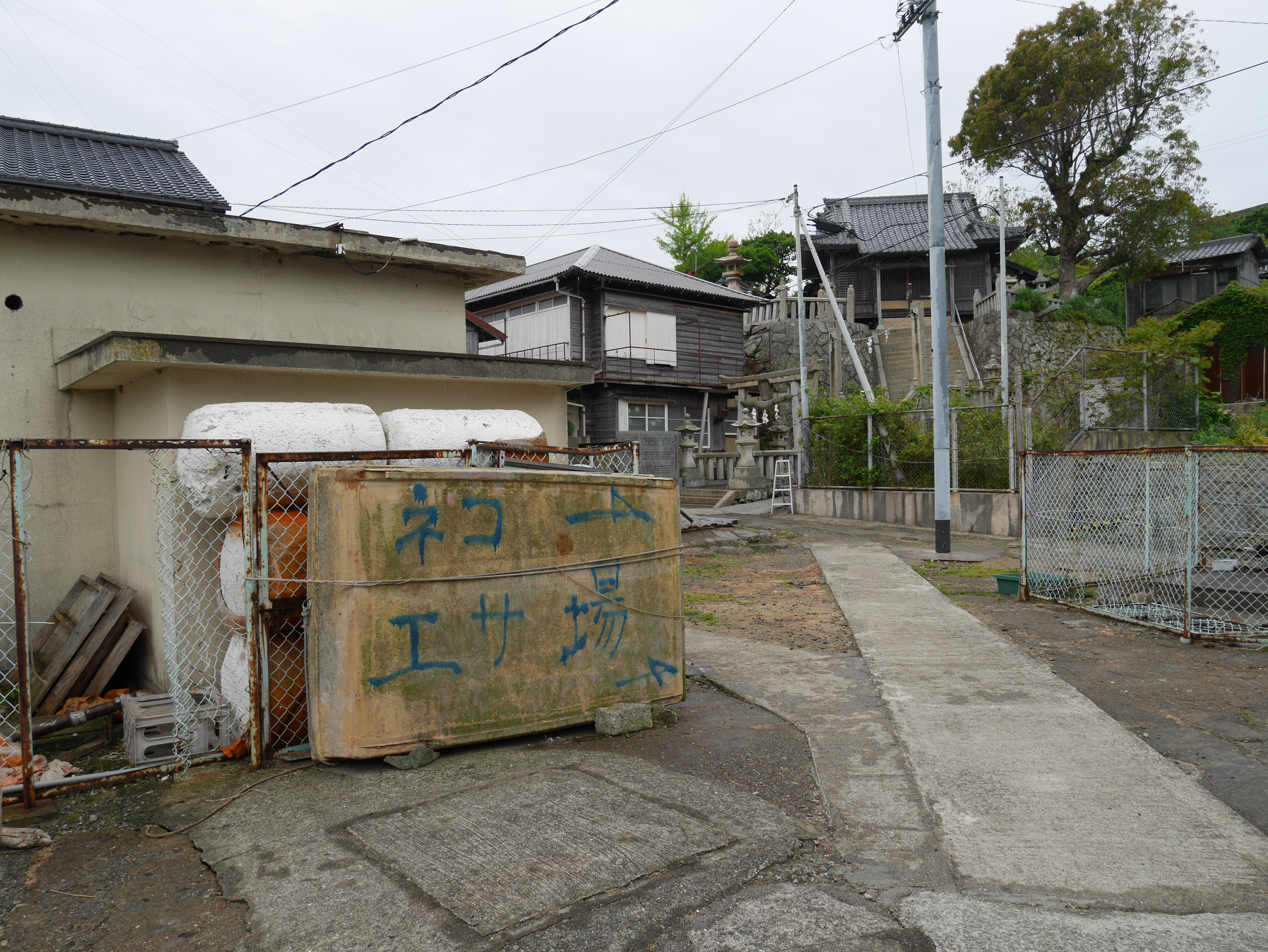
Khu vực cho mèo ăn được chỉ định, cách cảng vài phút đi bộ. Phía sau là đền Aoshima.
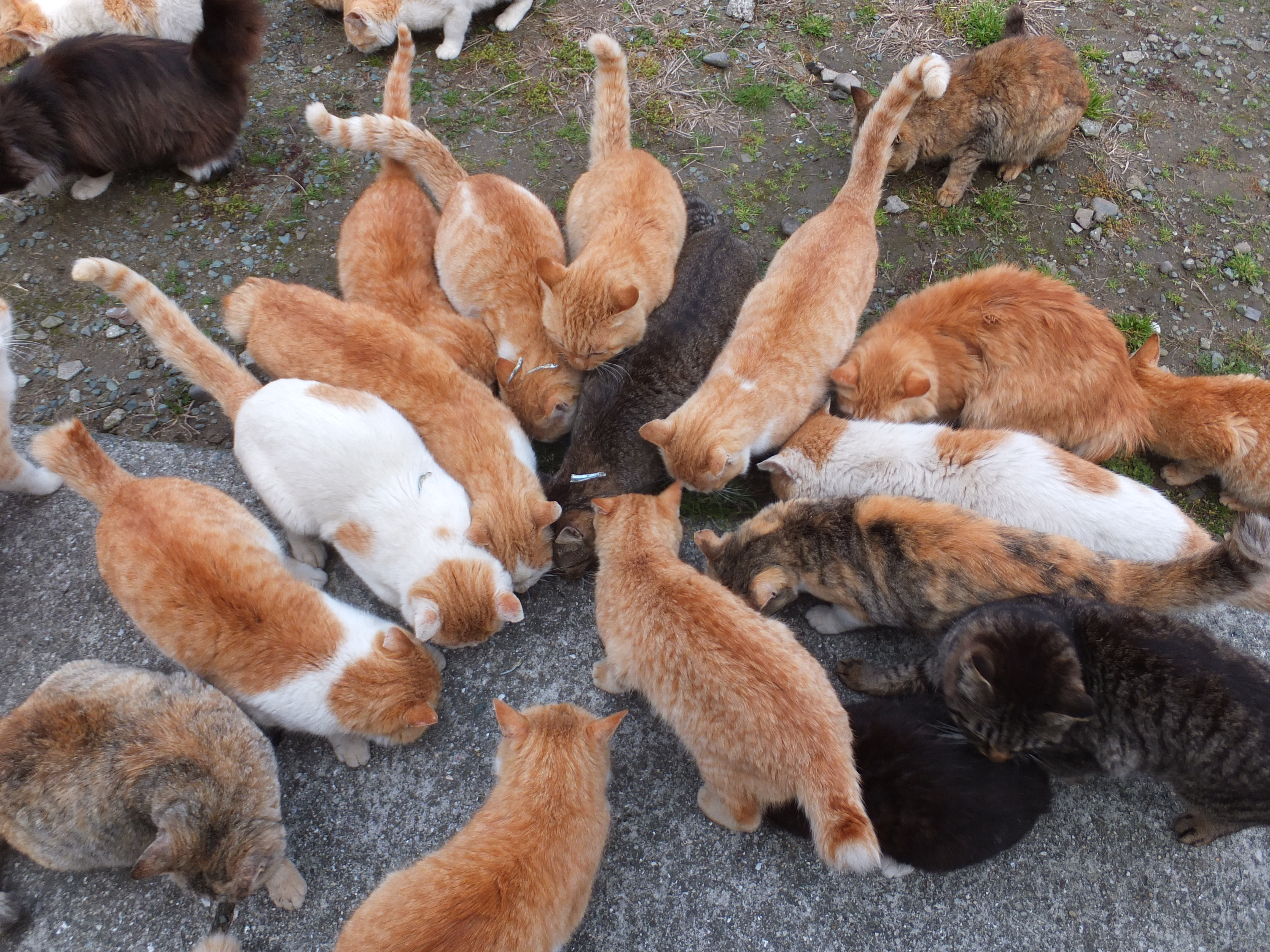
Mèo ăn thức ăn được cung cấp tại khu vực cho mèo ăn được chỉ định.